# Киевский поход Болеслава I
Киевский поход Болеслава I 1015–1019 годов (пол. Wyprawa kijowska (1018))  - эпизод междоусобной войны  на Руси между Святополком и Ярославом.
Первоначально поход было успешным, поскольку приходившийся тестем Святополку польский князь Болеслав разбил армию Ярослава и временно обеспечил трон родственнику. Но когда Болеслав ушёл со своим войском из Киева, Святополк не смог удержать свои позиции и в следующем году потерпел поражение от Ярослава. Поход описан рядом хроник.

## Предыстория
Правитель Польши Болеслав I Храбрый и великий киевский князь Владимир Святославич ранее воевали за Червенские города (на территории, которая позже была названа Червонная Русь), конфликт завершился захватом городов в 981 году Владимиром. Более того, имевший двух жён Болеслав с целью укрепить связи между Пястами и Рюриковичами хотел жениться на дочери князя Предславе. Несмотря на все усилия Болеслава, предложение было отклонено, и вместо этого ему пришлось принять брак своей дочери с сыном Владимира Святополком. Между 1005 и 1013 годами Владимир устроил брак Святополка с дочерью Болеслава, имя которой в источниках не сохранилось.
Возможно, Владимир решил, что его сыновья Святополк и Ярослав не унаследуют киевский престол после его смерти, поскольку оба восставали против власти своего отца. Владимир, возможно, намеревался передать Святополку отдаленный город Туров, выбрав в качестве преемников своих младших сыновей Бориса и Глеба. Хотя известно, что Святополк был старше Бориса и Глеба, точный порядок рождения сыновей Владимира неизвестен, а в некоторых источниках утверждается, что Святополк был внебрачным ребёнком. Возможно, недовольный тем, что его власть ограничивалась лишь небольшим уделом, Святополк задумал свергнуть своего отца. Однако эти теории основаны на очень небольшом количестве доказательств, и причины их «ссоры с отцом неясны». По словам Титмара Мерзебургского, Болеслав поощрял восстание Святополка через свою дочь, хотя летописец и не уточняет цель восстания. В 1013 году заговор Святополка был сорван Владимиром, который вызвал сына и его окружение в Киев и заключил их в тюрьму.
Запланированное свержение, если оно существовало, возможно, было поддержано епископом Колобжегским Рейнберном, который путешествовал с дочерью Болеслава. По данным того же летописца, священнослужитель активно обращал язычников на Русских землях и вокруг них, но был заключен в тюрьму вместе со Святополком и его женой. Рейнберн, который мог действовать в интересах католического Рима, умер вскоре после заключения в тюрьму. Болеслав вторгся на киевские земли в 1013 году. Возможно, это была первая попытка Болеслава вернуть себе Червенские города, хотя также его целью могло быть освобождение Святополка.

### Смерть Владимира
Незадолго до своей смерти Владимир отправил своего сына Бориса в поход против печенегов на юг. Согласно «Повести временных лет», Святополк захватил Киев, в то время как сопровождавшие Бориса в походе вассалы Владимира подстрекали его взять власть в свои руки, от чего тот отказался, заявив: «не мне подымать руку на старшего брата». В смуте, возникшей из-за смерти Владимира, Святополк смог захватить власть в Киеве, в то время как Ярослав был на севере, Мстислав на юге, Святослав в Древлянской земле, Глеб в Муроме, а Борис в походе. Как выразились историки Франклин и Шепард, предыдущий арест Святополка «пошёл ему на пользу, поскольку гарантировал, что он уже… ближе всего к центру власти». По данным «Повести временных лет», Святополк убил своих братьев Бориса, Глеба и Святослава.
Когда известие о братоубийстве дошло до пребывавшего в Новгороде Ярослава, он пришел в Киев с севера с войском из новгородцев и варягов. Царствование Святополка в Киеве оказалось под угрозой. После трехмесячного противостояния под Любечем Святополк потерпел поражение и «бежал к полякам». Болеслав, который недавно заключил Будишинский мир со Священной Римской империей, согласился поддержать своего зятя посредством военной интервенции.

## Поход на Киев
По словам Титмара, армия Болеслава пересекла границу в 1018 году и позже в том же году достигла Киева. Об армиях известно немного. Титмар рассказывает:
«Этому князю помогали 300 мужей с нашей стороны, 500 — от венгров, печенегов же — 1000».
Польский историк Рафал Яворский утверждает, что численность армии Болеслава колебалась от 2 до 5 тыс. польских воинов, в дополнение к упомянутым Титмаром силам. Об армии Ярослава известно меньше, но предполагается, что ему удалось собрать силы аналогичного размера. Также считается, что он знал о намерениях Болеслава и имел время подготовиться к обороне.

О вторжении Болеслава почти полностью известно из рассказа Титмара:
«Нельзя также умолчать о прискорбном несчастье, случившемся на Руси. Ведь Болеслав, напав на неё, согласно нашему совету, с большим войском, причинил ей большой вред. Так, в июле месяце, 22-го числа этот князь, придя к какой-то реке, стал там вместе со своим войском лагерем и велел приготовить необходимые [для переправы] мосты. Русский король, расположившись возле него со своими людьми, с тревогой ожидал исхода будущего, условленного между ними сражения.»
Вероятно, сосредоточив свои силы в июне, Болеслав в июле вывел свои войска к границе — берегу реки Южный Буг, недалеко от одного из населенных пунктов Волыни. Тем временем печенеги подошли к Киеву, вынудив Ярослава выделить часть своих сил для обеспечения безопасности столицы. По словам Яворского, Ярослав, в свою очередь, хотел помешать Болеславу объединиться с печенегами, разгромить основные силы Болеслава, а затем позаботиться о менее организованных печенегах.
Две армии встретились на противоположных берегах реки Буг. Войска Ярослава, возможно, заняли позиции, а лучники прикрывали проходы. Болеслав, похоже, не торопился, дав своей армии отдохнуть, и начал работу над импровизированными мостами. Битва на реке Буг наконец произошла около 23 июля.

Отчет почти бывшего современником Титмара предлагает следующее: 
Между тем, враг, подстрекаемый поляками, был вызван на битву и, в результате внезапного успеха, был отброшен от реки, которую оборонял. Ободрённый этой суматохой Болеслав, требуя, чтобы союзники приготовились и поторопились, тотчас же, хоть и с большим трудом, но перешёл реку. Вражеское войско, выстроенное против него, напрасно старалось защитить своё отечество. Уже в первой схватке оно подалось и более уже не оказывало сильного сопротивления. Там тогда было перебито огромное количество бежавших [врагов] и очень мало победителей. Из наших погиб славный рыцарь Эрик, которого наш император долгое время держал в оковах. С того дня Болеслав, развивая успех, преследовал разбежавшихся врагов; он был принят всеми местными жителями и почтён богатыми дарами..
Согласно более поздней Хронике Галла, битва произошла случайно: когда Болеслав решил устроить пир, чтобы поднять боевой дух своей армии, лучники и разведчики Ярослава решили создать проблемы польским слугам, которые потрошили животных и готовили их около реки. Однако они лишь настолько разозлили их, что слуги сами переправились через сравнительно неглубокую реку и прогнали застигнутые врасплох войска Ярослава, охранявшие реку. Болеслав узнал о стычке раньше Ярослава и сумел переправить большую часть своей армии через реку, разгромив неготового Ярослава.
Повесть временных лет дает другую версию событий, в которой обе армии были готовы к бою и разделены рекой, прежде чем разгневанный доносившимися из стана противника оскорблениями атаковал со своей свою армию, застав Ярослава врасплох и рассеяв его силы. Все источники сходятся во мнении, что польский князь одержал победу в битве. Ярослав отступил на север, в Новгород, а не в Киев, вероятно, подозревая, что у него не было достаточно сил для защиты уже осаждённого печенегами Киева, имевшего в своих стенах значительную фракцию сторонников Святополка. Нестор отмечает, что, достигнув Новгорода, Ярослав попытался бежать «за границу» в надежде вернуться с варяжским войском, но, новгородцы вынудили его возглавить борьбу с Болеславом и Святополком.

## Падение и оккупация Киева
Победа Болеслава открыла дорогу на уже подвергавшийся атакам со стороны союзных ему печенегов Киев. Город, пострадавший от пожаров, вызванных осадой печенегов, сдался, увидев 14 августа основные силы польской армии. Вступающие войска во главе с Болеславом были торжественно встречены местным митрополитом Иоанн I и семьёй Владимира.
Согласно более поздней польской легенде, коронационный меч Щербец был высечен из Золотых ворот Киева при вступлении Болеслава в город. Однако эта легенда неисторична: ворота были построены примерно через 20 лет после похода, а сам меч — выкован 200 лет спустя. Конечно, возможно, хотя и маловероятно, что Болеслав прорубил ворота другим мечом, что породило легенду.
Болеслав отправил своих немецких и венгерских наёмников домой после того, как Святополк был восстановлен на киевском престоле, «народ» «стекался к нему» и «выказывался лояльным». Неизвестно, как долго Болеслав оставался в Киеве и его окрестностях. Упоминаемые у Галла 10 месяцев являются выдумкой. Фактически Болеслав уехал через несколько месяцев, и, поскольку Титмар умер 1 декабря 1018 года, Болеслав, должно быть, вернулся в Польшу заблаговременно до декабря.

В «Повести временных лет» утверждается, что в результате польского грабежа Святополк приказал «убить всех ляхов [то есть поляков], обнаруженных в городе». Возникшие волнения, согласно тому же источнику, вынудили Болеслава покинуть Киев, после чего Святополку пришлось самому заботиться о себе. Этот негативный поворот событий опущен в единственном современном источнике — «Хронике» Титмара Мерзебурга. Напротив, в описании похода в «Хронике» говорится:
Князь Болеслав со своим войском вторгся во владения русского царя. Посадив на трон своего давно изгнанного зятя, брата русского, он вернулся в приподнятом настроении.
По словам Титмара, Болеслав просил Ярослава вернуть ему дочь, которую тот пленил. Поскольку Ярослав отказался, вернувшийся на родину в сентябре Болеслав увёз с собой членов семьи Ярослава в качестве пленников. Среди его пленников были вдова Владимира и сестра Ярослава Предслава, руки которой Болеслав добивался ранее. Получив отказ, Болеслав взял её в наложницы. Польский князь также забрал многих простолюдинов, а также большую часть киевской казны. Среди известных пленников был преподобный Моисей Угрин.
В прошлом некоторые историки (такие как Жиленко и Николай Костомаров) предполагали, что Болеслав решил сам управлять киевскими землями, хотя у того не было там ни опоры власти, ни крови Рюриковичей. Основной мотивацией Болеслава, согласно интерпретациям современных историков, было вернуть Червенские города в свою вотчину, одновременно помогая своему родственнику, перед которым он был обязан. Экспедиция также предоставила повод обогатиться его соратником знаменитыми киевскими богатствами. Болеслав вскоре после своего прибытия отправил значительные силы в Киев и близлежащие города, и собрал значительную дань, которую разделил между своими союзниками.
Во многих более поздних случаях правителям Польши, а также венграм или печенегам платили за вмешательство в споры о престолонаследии в Киеве; в случае с Болеславом II польский монарх забрал деньги, не совершая никакой экспедиции.

## Последствия
Вскоре после этого Святополк лишился престола, а в следующем году погиб. Поскольку Болеслав был вовлечен в конфликт с императором Священной Римской империи Генрихом II, он не вмешался в дела Киевской Руси от имени своего свергнутого зятя, а вместо этого подписал договор с Ярославом, который успешно вернул себе трон. Хотя Болеслав потерял контроль над Киевом, ему удалось удержать Червенские города; он был коронован королем Польши в 1025 году. Ярослав пережил Болеслава и внес большой вклад в укрепление Киевской Руси.